# Museum van Bommel van Dam
Museum van Bommel van Dam is een museum voor moderne kunst in Venlo in de Nederlandse provincie Limburg. Geëxposeerd worden schilder- en tekenkunst, beeldhouwkunst, fotografie en installaties.

## Over het museum en zijn oprichters
Het museum werd opgericht door het Amsterdamse echtpaar Maarten en Reina van Bommel-van Dam, die na de Tweede Wereldoorlog begonnen met het verzamelen van kunst. Maarten van Bommel was bankier en kunstliefhebber.
In 1969 werd hun woning in Amsterdam te klein. Daarop besloot het echtpaar zijn collectie van ruim 1100 schilderijen, tekeningen, prenten en beelden aan de gemeente Venlo te schenken. Voorwaarde was wel dat de verzameling in een museum werd ondergebracht en er een woonhuis naast het museum voor het echtpaar beschikbaar kwam, waarbij het echtpaar met een binnendeur vrije toegang tot het museum had. In 1971 werd het naar het echtpaar genoemde museum geopend.
Maarten van Bommel overleed in 1991. Zijn echtgenote Reina, geboren in Voorthuizen op 31 december 1910, overleed op 97-jarige leeftijd op 29 juli 2008.
Het museum deed in 2004-2010 mee aan de Duits-Nederlandse samenwerking Crossart. In 2014 stelde het museum bij wijze van experiment zijn muren ter beschikking aan iedereen die een stuk muur wilde huren en er werd privékunstbezit van Venlonaren getoond.

## Van Bommel van Damprijs
De stichting Van Bommel Van Dam reikt eens in de drie jaar een prijs van € 5.000,- uit aan een veelbelovende kunstenaar uit Nederland of Noordrijn-Westfalen. Kandidaten moeten jonger zijn dan 35 jaar en 2D-kunst maken (schilderkunst, tekenkunst, fotografie of grafiek). Tevens wordt werk van de winnaar aangekocht en geëxposeerd.

## Verhuizing en privatisering
Op 1 november 2017 sloot het museum tijdelijk vanwege de verhuizing naar het tegenovergelegen voormalige Hoofdpostkantoor Keulse Poort. De verhuizing viel samen met privatisering van het museum. De museumstichting wilde een andere koers gaan varen om de bezoekersaantallen op te krikken die de laatste jaren bij 10 à 15 duizend bleven steken. Op 5 september 2021 werd het museum op de nieuwe, verbouwde en uitgebreide locatie heropend. Een deel van het gebouw, waaronder het restaurant en de kelder- en zolderverdieping, is vrij toegankelijk.

## Fotogalerij

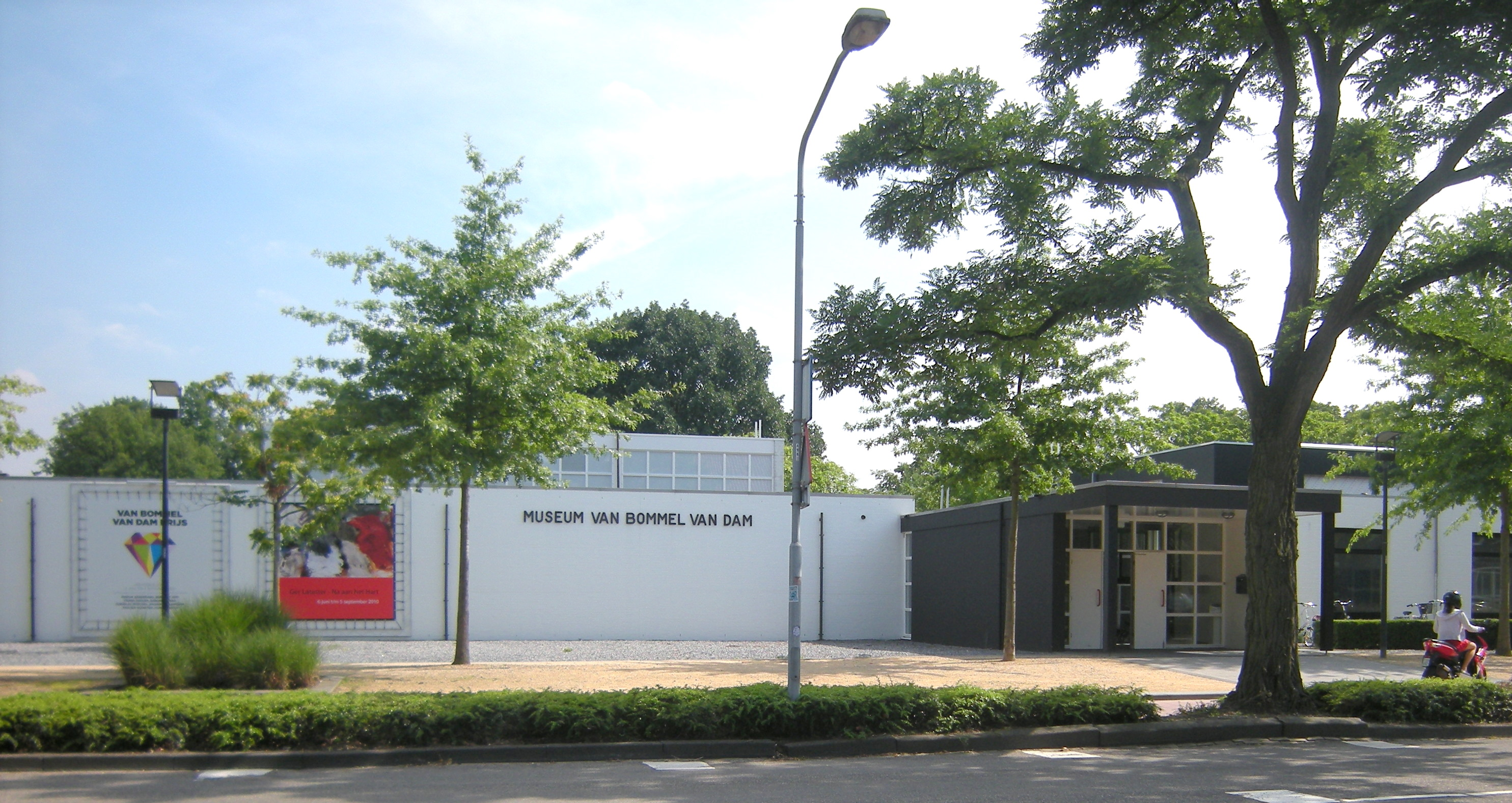
Oorspronkelijke locatie van het museum
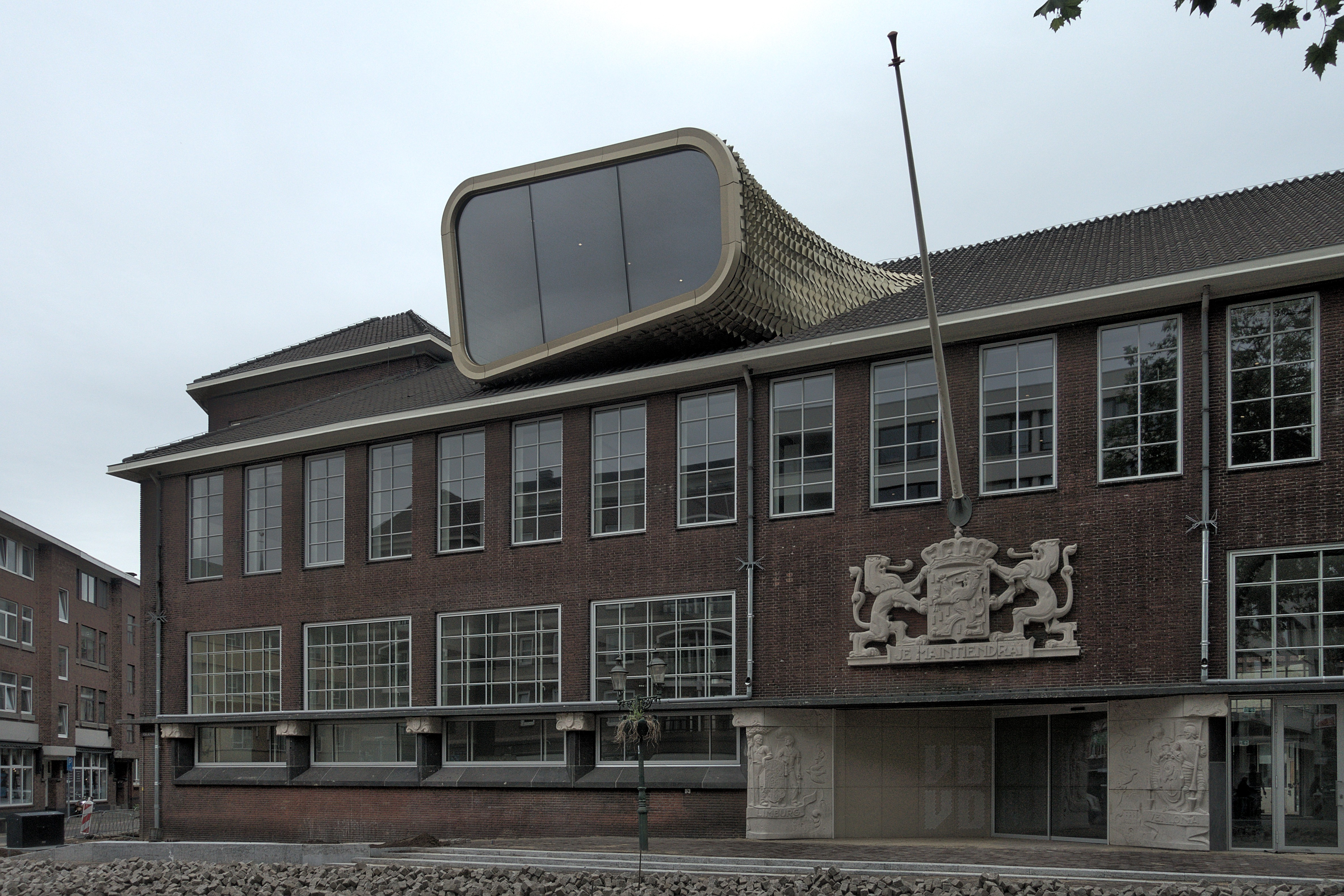
Het nieuwe museum van Bommel van Dam in het voormalige Hoofdpostkantoor Keulse Poort in Venlo
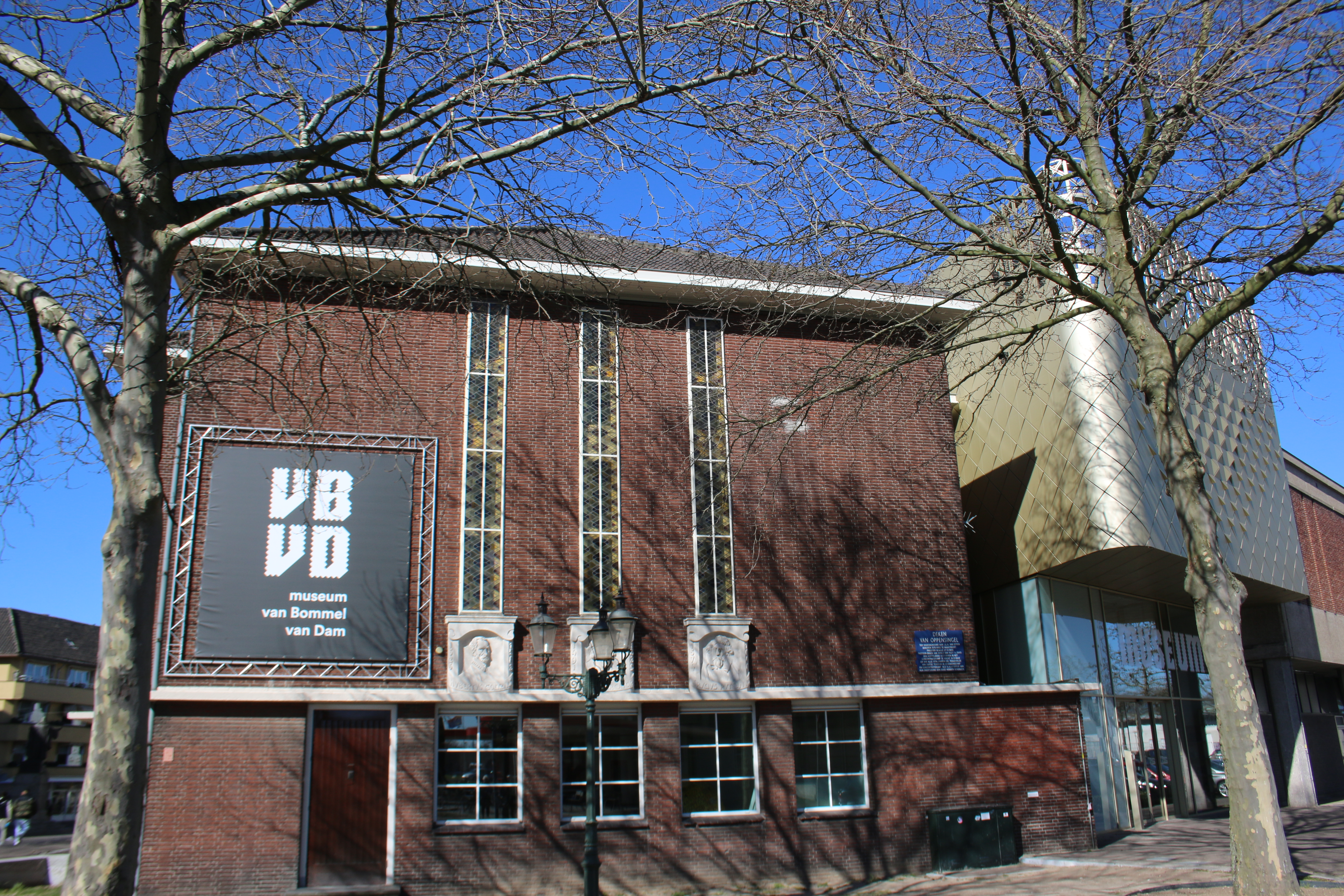
Zijgevel van het museum, met drie koppen van historische figuren uit Venlo: Hubertus Goltzius, Michaël Mercator en Erycius Puteanus
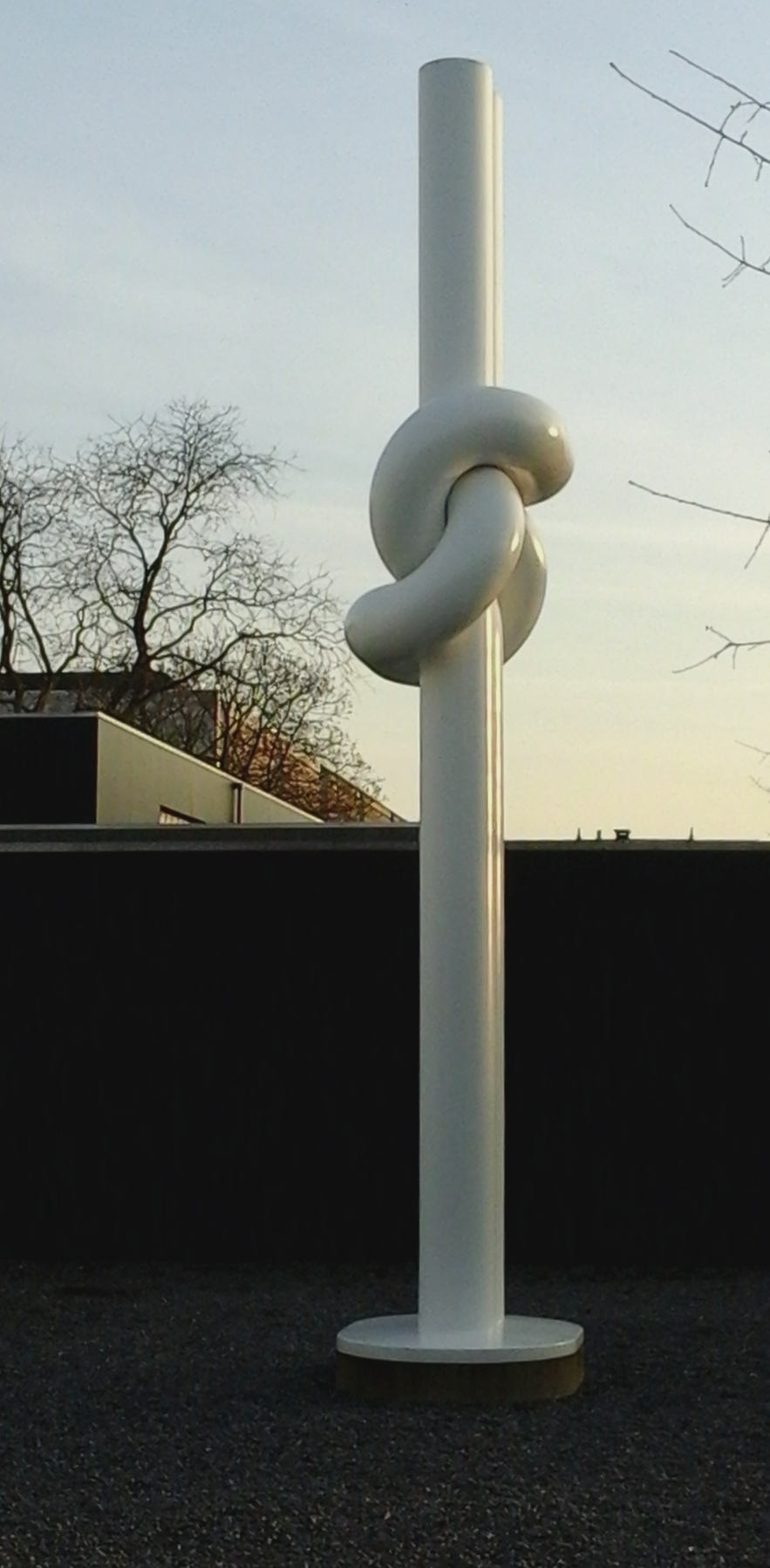
Square Knot (1977) van Shinkichi Tajiri voor de ingang van het museum